# Pseudoblennius marmoratus
Pseudoblennius marmoratus és una espècie de peix pertanyent a la família dels còtids.

## Descripció
- Fa 11 cm de llargària màxima.[6][7]

## Hàbitat
És un peix marí, demersal i de clima temperat.

## Distribució geogràfica
Es troba al Pacífic nord-occidental: el sud del Japó i Corea del Sud.

## Observacions
És inofensiu per als humans.